# Nationalmuseum Beirut
Das Nationalmuseum Beirut (arabisch متحف بيروت الوطني, DMG Matḥaf Bairūt al-Waṭanī) ist ein Museum für Archäologie im Libanon.

## Geschichte
Die Sammlung wurde nach dem Ersten Weltkrieg gegründet, das Museumsgebäude wurde 1937 fertiggestellt und das Museum wurde 1942 offiziell eröffnet. Die Sammlung besteht aus rund 100.000 Objekten, von denen die meisten aus Ausgrabungen stammen, die vom libanesischen Generaldirektorat für Antiquitäten geleitet wurden. Während des libanesischen Bürgerkrieges (1975–1990) befand sich das Museumsgebäude in einer geografischen Lage, die von den konkurrierenden Fraktionen umkämpft war. Das Gebäude erlitt in diesen Jahren erhebliche Schäden, doch der größte Teil der Sammlung konnte durch Vorsichtsmaßnahmen rechtzeitig vor Schaden gerettet werden. 1997 wurde das Museum wiedereröffnet.

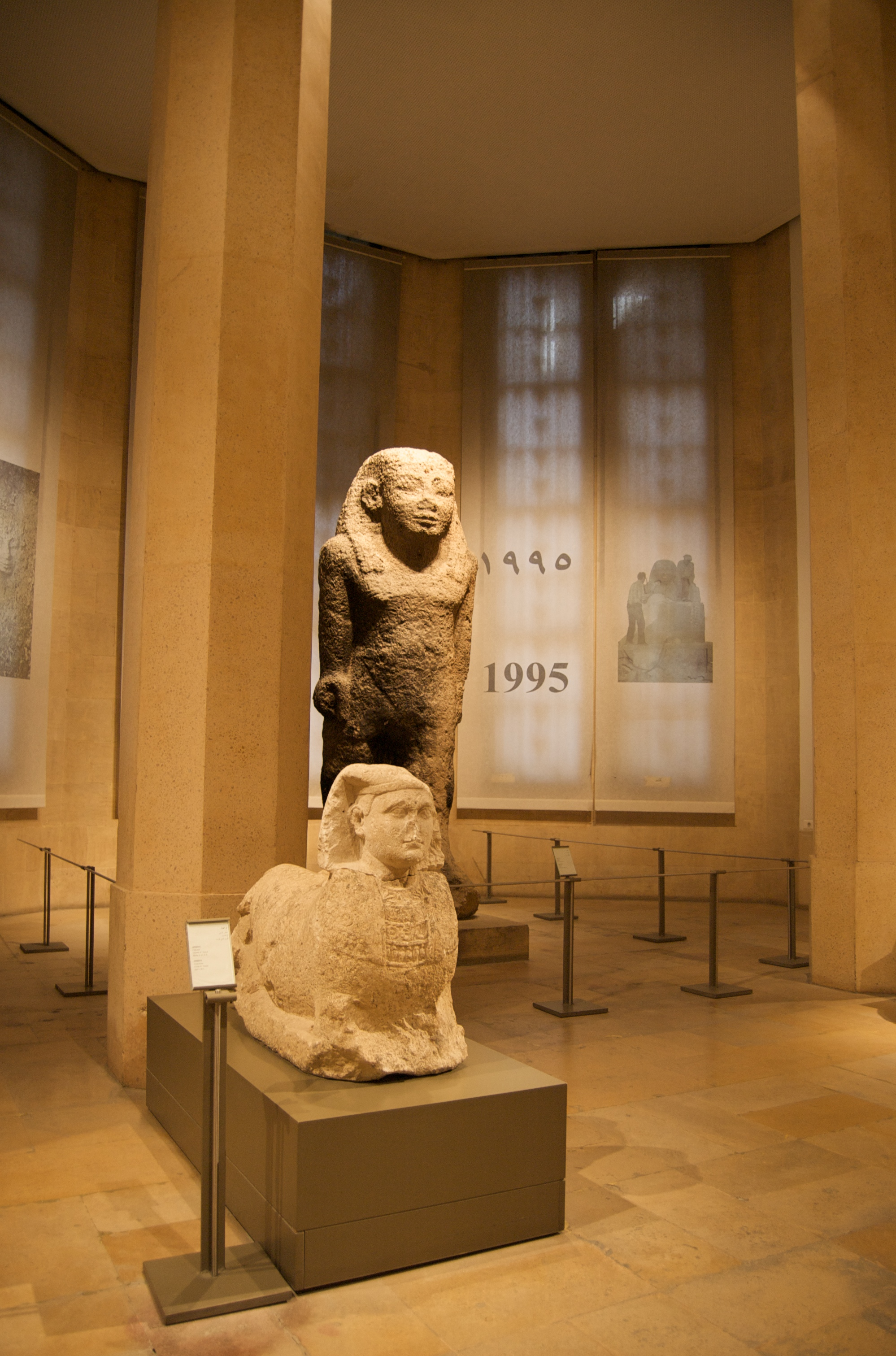
Einige Artefakte im Museum
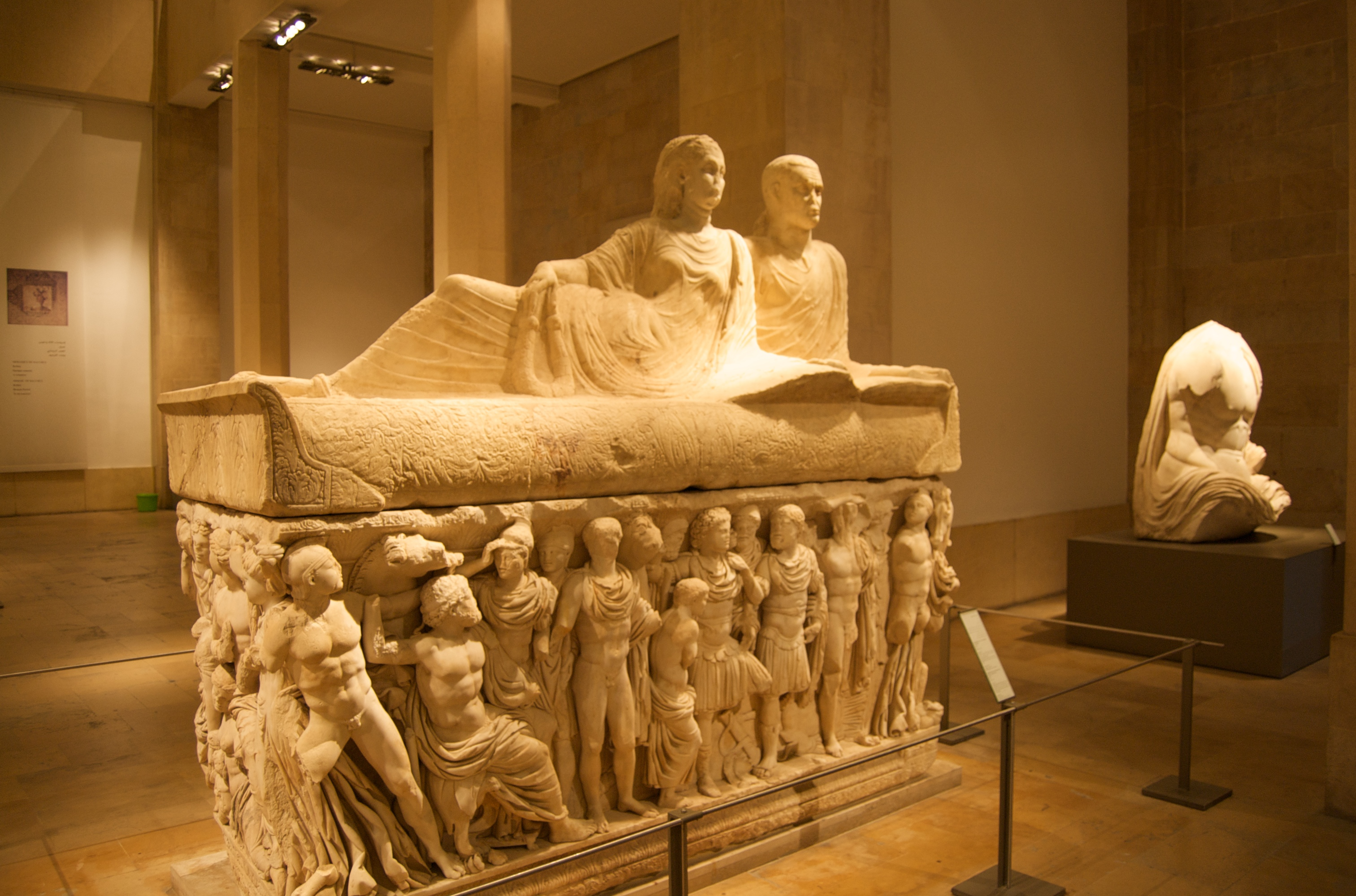
Römischer Sarkophag im Museum
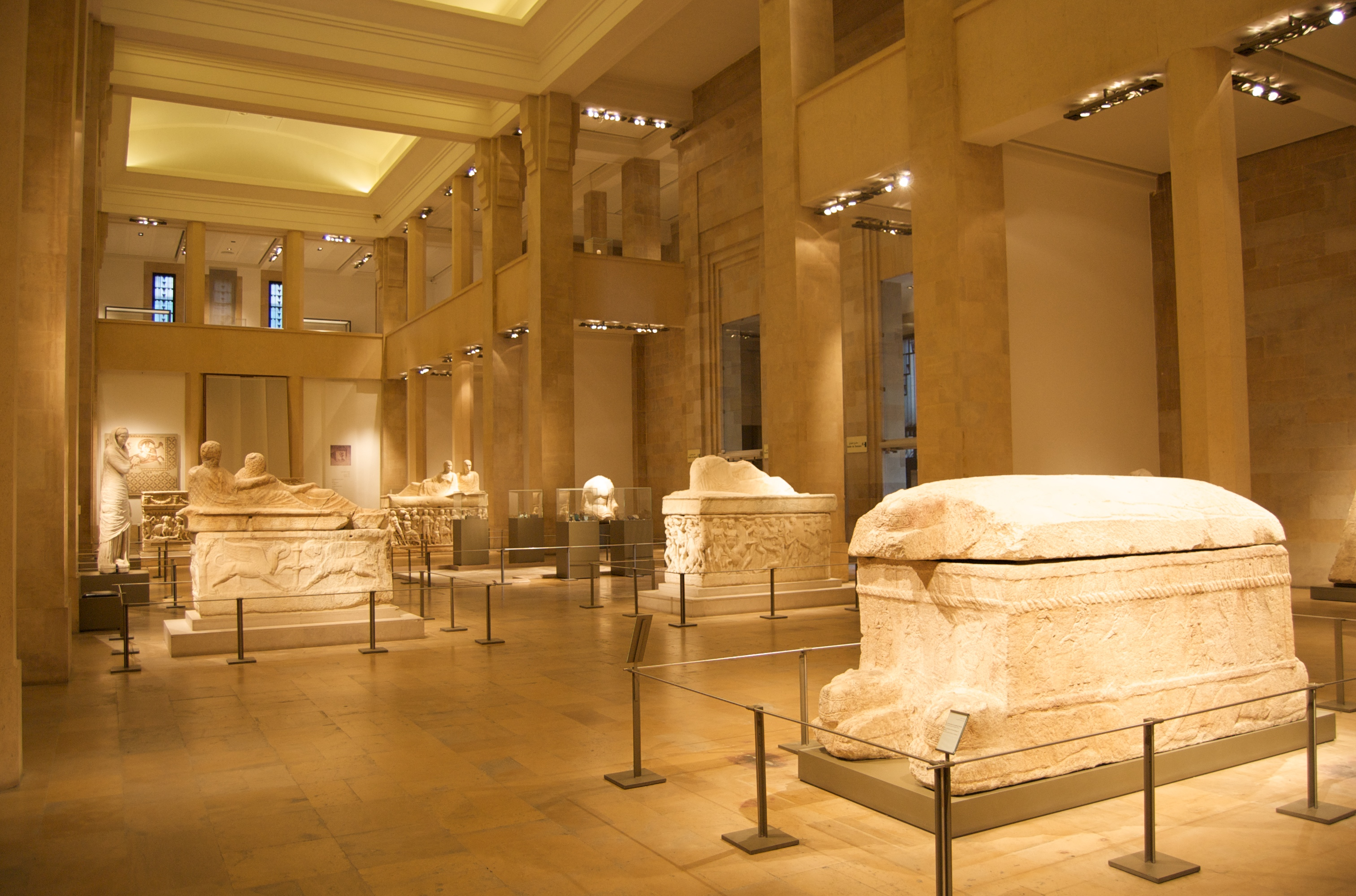
Seitenflügel des Museums
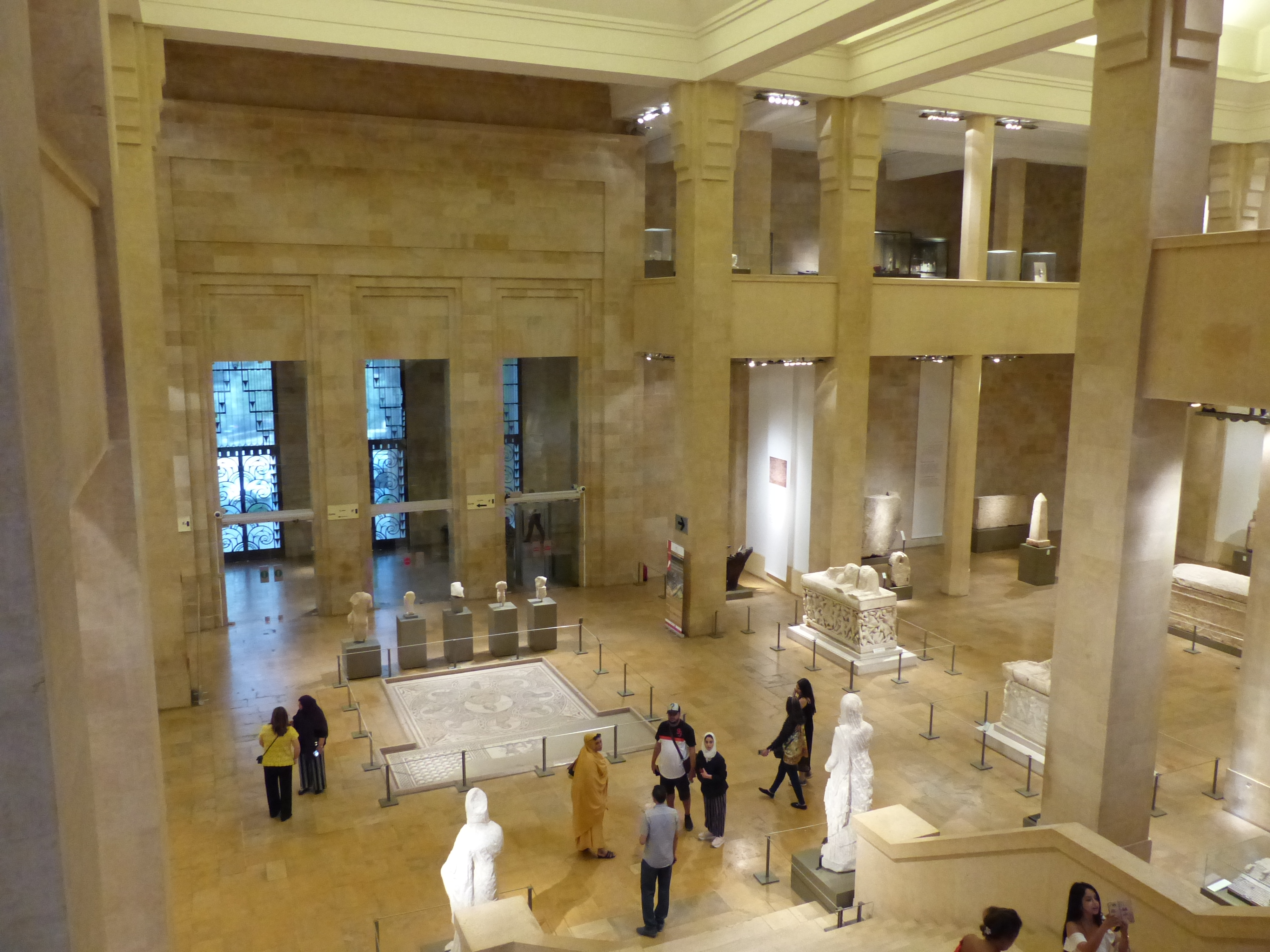
Innenansicht

Gegenwärtig, nach umfangreichen Renovierungsarbeiten, hat das Museum seine vormalige Bedeutung als Nationalmuseum des Libanon zurückgewonnen und ist insbesondere für die Sammlung phönizischer Objekte bekannt.

## Leitung
1928 begann Maurice Chehab (1904–1994) seine Arbeit in der Antikenverwaltung. 1944 wurde er Chef der Antikenverwaltung und 1960 wurde er zum Generaldirektor des Museums ernannt. Er ist zugleich Namensgeber der Galerie. In der Zeit des Bürgerkrieges ergriff er zahlreiche Sicherungsmaßnahmen durch Betonsperren und künstliche Wälle zum Schutz des Museums. Einen Teil der Kunstobjekte ließ er auslagern.

## Gebäude

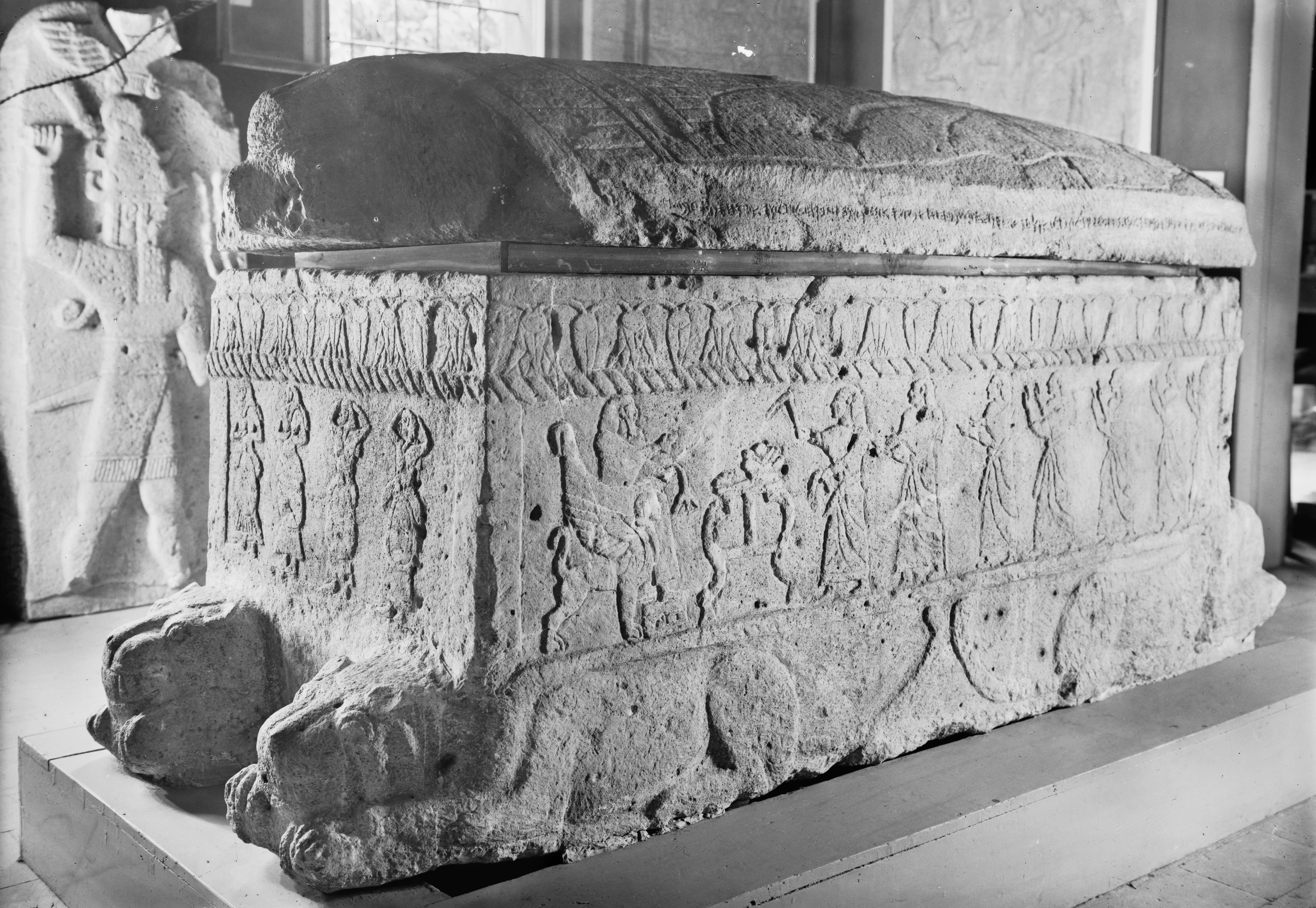
Sarkophag des Königs Ahiram

Das von den Architekten Antoine Nahas und Pierre Leprince Ringuet im ägyptischen Revivalstil entworfene Museumsgebäude ist in ockerfarbenem libanesischen Kalkstein erbaut. Die dreigeschossige insgesamt 11.000 {\displaystyle \mathrm {m^{2}} } umfassende Ausstellungsfläche verteilt sich auf Kellergeschoss, Erdgeschoss und erstes Stockwerk.

## Die wichtigsten Stücke der Sammlung
Die Sammlung umfasst auf dem libanesischen Territorium gefundene Stücke vom Paläolithikum bis zum Osmanischen Reich.

### Bronzezeit

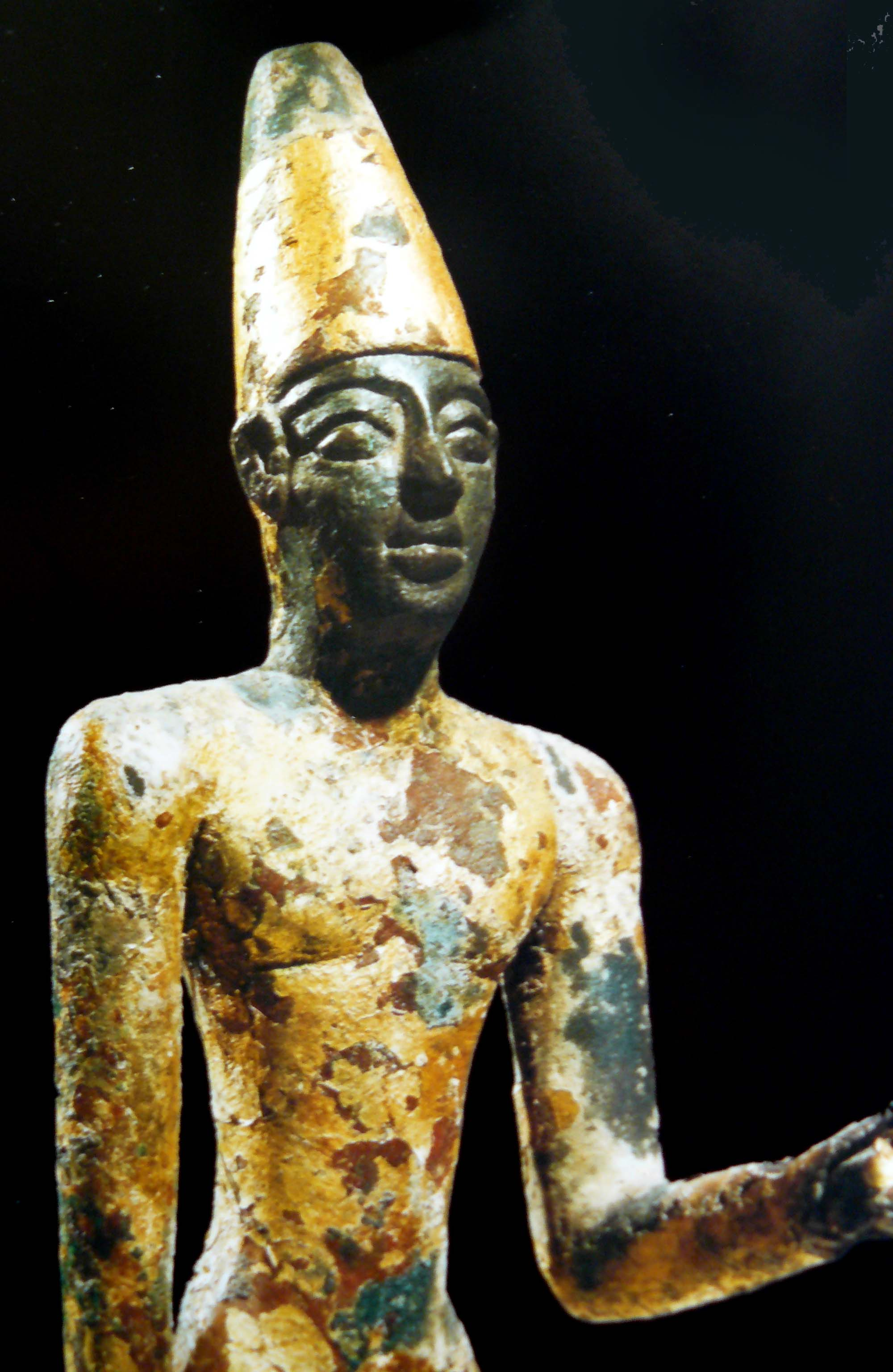
Statue des Reschef

Umfasst die maritimen Aktivitäten der Phönizier und die phönizische Schrift.
- Kosmetikbox aus Elfenbein aus Sidon, 14. Jh. v. u. Z.

vom Obeliskentempel in Byblos, 19. Jh. v. u. Z.:
- Sarkophag des Ahiram aus Byblos
- Goldbronzene Votivstatuen
- Goldbronzene Statuette des Reschef
- Verziertes Messer aus Gold und Elfenbein

### Eisenzeit

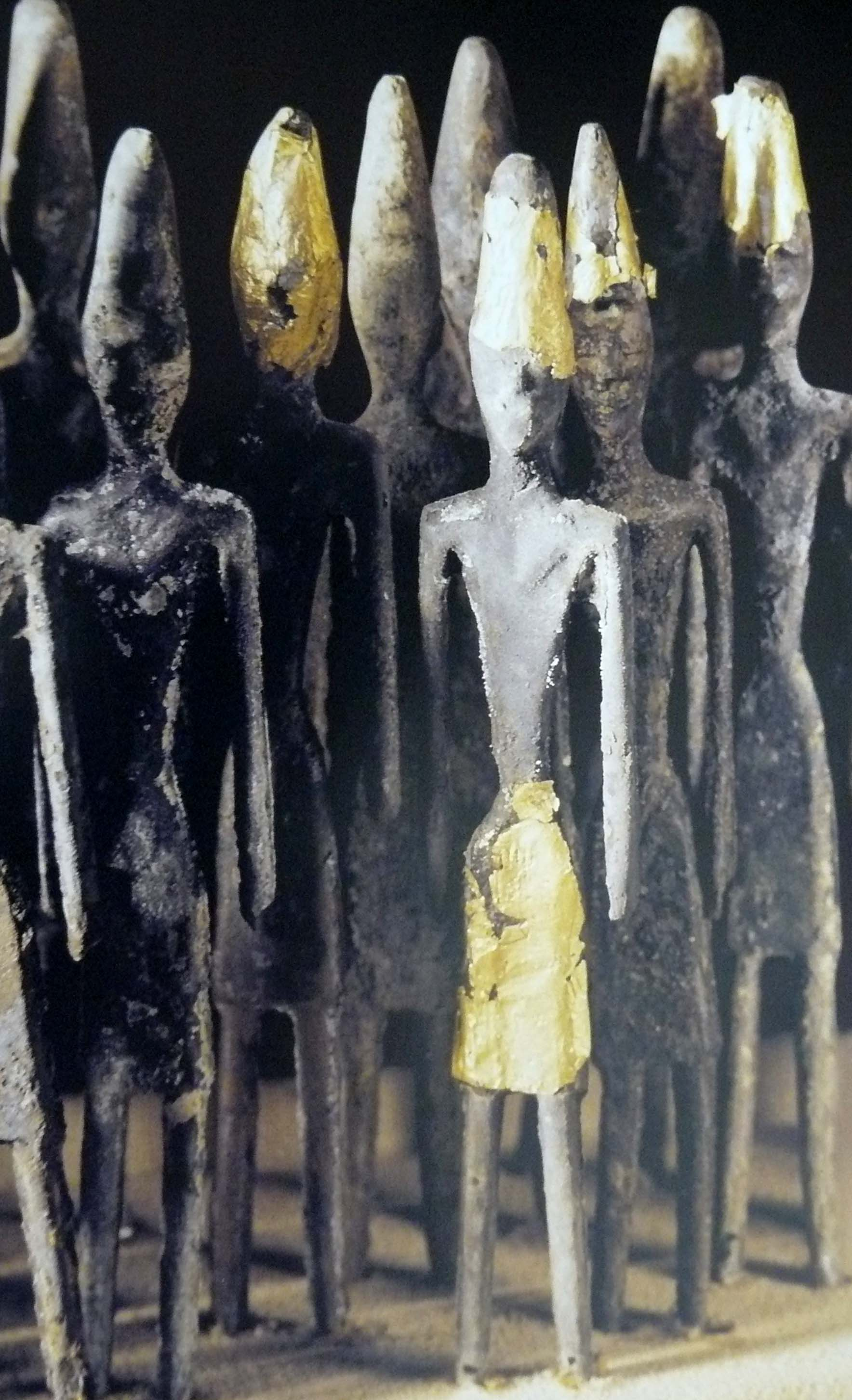
Votivstatuen

Umfasst die maritime Expansion der phönizischen Stadtstaaten und ihre Kontrolle durch Assyrer, Babylonier und Perser.
- Sammlung anthropoider Marmor-Sarkophage 4. Jh. v.u.Z[5]
- Votivstatuen des Eschmun-Tempels in Sidon 5. Jh. v. u. Z.

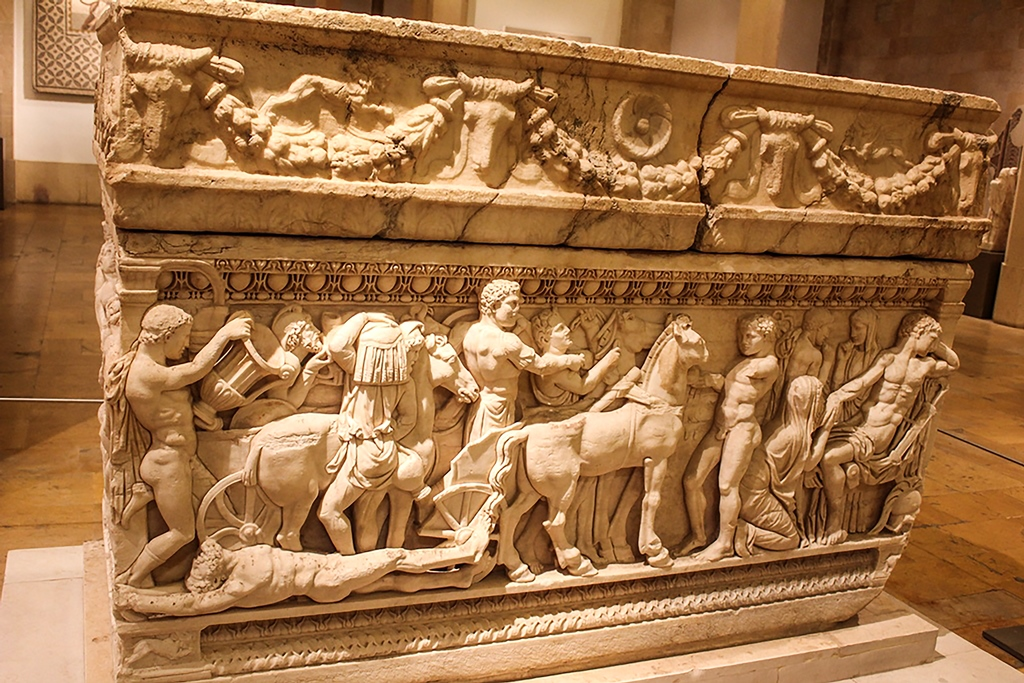
Achilleus-Sarkophag

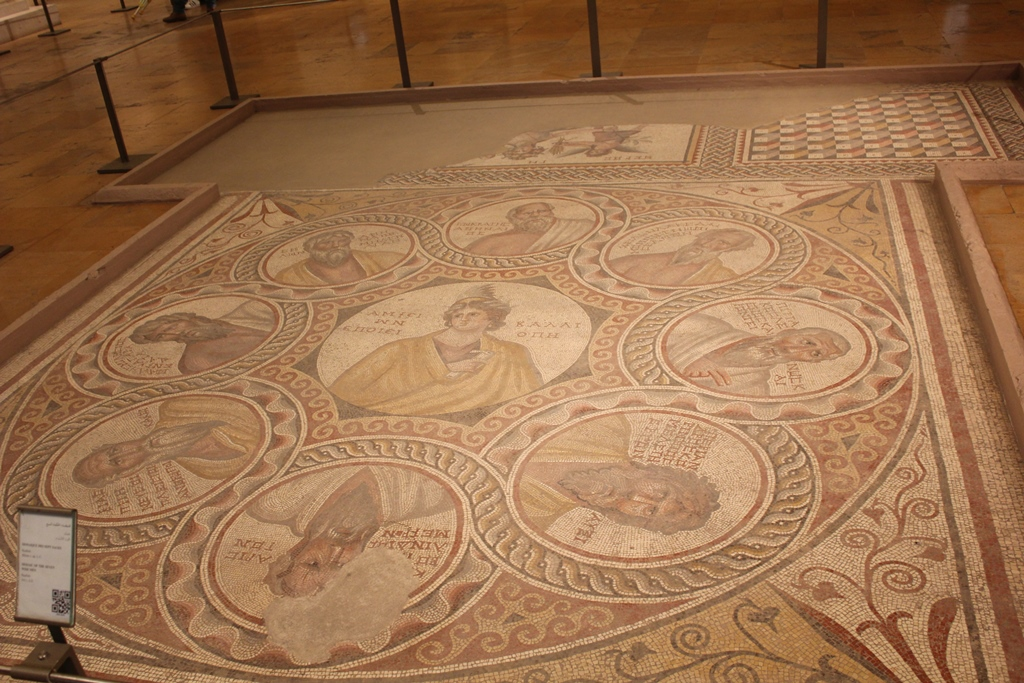
Mosaik der Sieben Weisen

### Hellenistische Periode
Hellenisierung durch lexander, Ptolemäer und Seleukiden.
- Marmorstatue der Aphrodite
- Griechische Götterfiguren

### Römische Periode (64 v.u.Z. – 395  u.Z.)
- Achilleus-Sarkophag aus Marmor, 2. Jh. u. Z.
- Mosaik Kalliope, Sokrates und die Sieben Weisen von Griechenland, Baalbek 3. Jh. u. Z.
- Mosaik Entführung der Europa, Byblos, 3. Jh. u. Z.

### Byzantinische Periode (395 u.Z. – 636 u.Z.)
- „Neid“-Mosaik, Beirut

### Numismatische Sammlung
Münzen aus allen Zeitepochen.